# Parcival College
Het Parcival College is een vrijeschool voor middelbaar onderwijs gelegen in Groningen. De school heeft de stromen: c stroom, TL/havo, havo/vwo en mavo, havo en vwo.

## Beschrijving
De school stond lange tijd gewoon bekend als de vrije school. In 2009 kregen de basisschool en de school voor voortgezet onderwijs echter elk een eigen naam. De school werd vernoemd naar de ridder Parcival, die behoorde tot de ridderkring rondom de legendarische Koning Arthur. De school is betrekkelijk kleinschalig en maakt deel uit van de stichting De Vrije School Noord en Oost Nederland (VSNON).
De 3 noordelijke provincies vormen het voedingsgebied. In de stad Groningen, Leeuwarden, Assen, Meppel en Emmen zijn vrije basisscholen. Een aanzienlijk deel van de leerlingen van deze basisscholen stromen door naar het Parcival College als middelbare school.
De lessen worden op twee locaties gegeven, Merwedestraat 45 en 98. Het gebouw Merwedestraat 45 is het voormalige schoolgebouw van de rooms-katholieke st. Bernadette huishoudschool. Dit is een gemeentelijk monument en is ontworpen door de architect Jan Mol.

## Geschiedenis
In 1978 ontstond vanuit de vrije basisschool in Groningen een actiegroep voor het starten van een bovenbouw. Jan Vis, lid van de Eerste Kamer voor D'66,  speelde daarin een voortrekkersrol. In 1980 werd gestart met de bovenbouw in de vorm van een 8e klas. Aanvankelijk bleef de bovenbouw onderdeel van de basisschool. In 1982 werd de bovenbouw zelfstandig en moest zichzelf bedruipen. In 1983 kreeg de school beschikking over het gebouw van de vroegere openbare Mulock Houwerschool met bijbehorende kleuterschool 't Viooltje (beiden gefuseerd met de Jan Evertscholtenschool aan de Huygensstraat) aan de Merwedestraat 98 (gebouw uit 1961). Met ingang van het schooljaar 1986-1987 kreeg de school voor het eerst overheidssubsidie.
Sinds 1980 is de bovenbouw gevestigd in de voormalige nijverheidsschool St. Bernadette aan de Merwedestraat 45. Het gebouw aan de Merwedestraat 98 werd in 1994 vervangen door nieuwbouw. In 2015 werd het gebouw van de vroegere christelijke ZMLK De Wingerd uit 1967 aan de Reggestraat in gebruik genomen als derde locatie.

## Onderwijs
Het Parcival College kent 3 leerroutes: vwo, havo en vmbo-t (mavo). Naast de reguliere vakken volgen de leerlingen o.m. muziek, toneel, euritmie, tekenen en handvaardigheid. Verder krijgen de leerlingen periodeonderwijs waarbij de lesstof aansluit bij de ontwikkelingsfase van het kind. Bijvoorbeeld bij leerlingen in de 7e klas (de brugklas) gaat het om het verkennen van grenzen en het onderzoeken van nieuwe mogelijkheden. Deze lessen gaan over ontdekkingsreizen en sterrenkunde.

## Activiteiten
Gedurende het schooljaar worden verschillende jaarfeesten gevierd. Speciaal verbonden met het vrijeschool onderwijs zijn de viering van het Michaelsfeest in het najaar en het Sint Jansfeest in het begin van de zomer. Het Michaelsfeest is vernoemd naar de aartsengel Michael uit het christelijke geloof. Dit feest staat in het teken van moed en het verleggen van grenzen. Elk jaar is er een voorjaarsconcert in de Oosterpoort waaraan alle leerlingen als leden van het schoolkoor deelnemen.

## Beoordeling
Het Parcival College scoorde in het schooljaar 2010 - 2011 als gemiddeld eindexamencijfer een 6.9.